# Die hinterlistige Hirschkuh

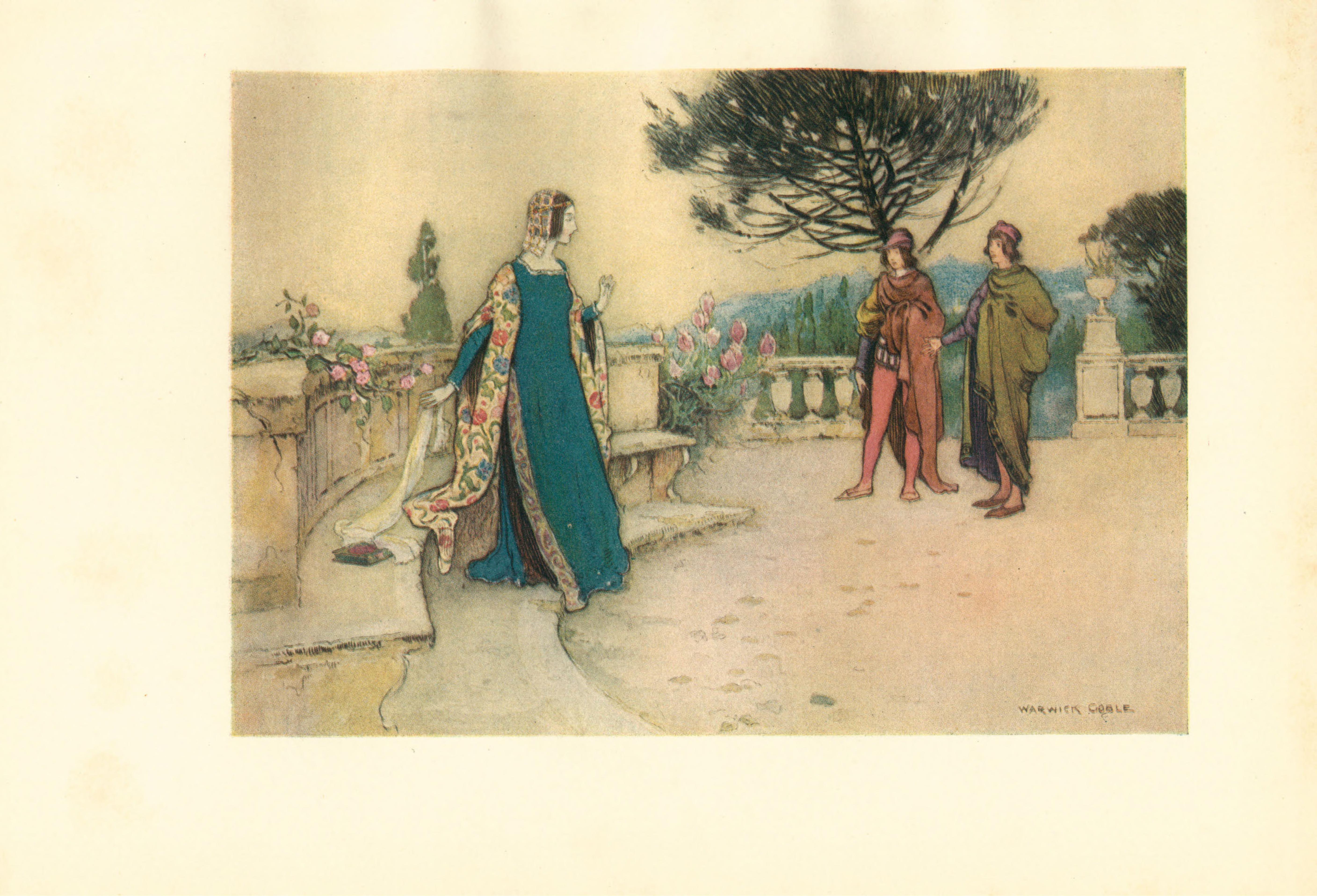
Illustration von Warwick Goble, 1911

Die hinterlistige Hirschkuh (neapolitanisches Original: La cerva fatata) ist ein Märchen (vgl. AaTh 303). Es steht in Giambattista Basiles Sammlung Pentameron als neunte Erzählung des ersten Tages (I,9). Felix Liebrecht übersetzte Die bezauberte Hirschkuh.

## Inhalt
Ein König spendet umsonst viel Geld, dass Gott ihm Kinder gebe. Auf Rat eines Weisen kocht sein Hoffräulein ein Drachenherz, das sowohl die Königin als auch das Hoffräulein zu gleichen Teilen essen. Beide bekommen nun einen Sohn, die wie Zwillinge sind. Die Königin wird eifersüchtig und will den anderen Jungen erschlagen. Der zieht fort, behält aber eine Narbe. Auf Bitten seines Bruders schlägt er vorher mit einem Dolch- und einem Degenhieb auf die Erde, wo eine Quelle entspringt und eine Myrte wächst, an deren Gedeihen er sehen kann, wie es ihm geht. Der Königssohn heiratet eine Königstochter. Ein Orco in Gestalt einer Hirschkuh kann ihn beim Jagen überlisten und sperrt ihn zum Fressen in eine Höhle. Sein Bruder sucht ihn, wird in der Stadt für den Vermissten gehalten, legt aber nachts ein Schwert zwischen sich und des Bruders Frau. Er tötet den Orco, befreit den Bruder, geht schließlich heim, und holt seine Mutter, die Hofdame, zu sich.

## Bemerkungen
Vgl. bei Basile I,7 Der Kaufmann. Der Drache wird hier im Meer gefangen und fungiert eher unspezifisch als Zaubermittel, wie auch Quelle und Myrte als Sympathiegegenstände der Brüder, letztere ist in I,2 Die kleine Myrte wichtiger. 'Orco' heißt bei Basile stets ein Unhold. Das Märchen ähnelt Zweibrüdermärchen (AaTh 303). Es erschien auf Deutsch in Felix Karlingers Der abenteuerliche Glückstopf als Die teuflische Hindin. Lorenzo Lippi bearbeitete es in Il Malmantile racquistato, 2. Gesang. Rudolf Schenda vergleicht noch Die düstere Wolke in seinen Märchen aus der Toskana, Nr. 25 (Die Märchen der Weltliteratur, 1996) und Varianten in Floerkes Basile-Ausgabe. Der Name der Prinzessin Fenizia erinnert an Fénice in Chrétien de Troyes’ Cligès. Vgl. in Grimms Märchen Die zwei Brüder, Die Goldkinder, Von Johannes-Wassersprung und Caspar-Wassersprung, zum Hirsch auch De beiden Künigeskinner. Walter Scherf erinnert auch die böse Drachenmutter an das altägyptische Brüdermärchen, die Höhle der Selbstaufgabe an Tiroler Fenggin-Erzählungen wie Die Langtüttin (AaTh 327A), aber auch Das weiße Hemd, das schwere Schwert und der goldene Ring (AaTh 590).

## Rezeptionen
Ruth Knorr schuf 1978 eine deutsche Buchausgabe Die verzauberte Hirschkuh mit Bildern.
Mit Matteo Garrones Film Das Märchen der Märchen, der auf dem Pentameron basiert, wurde auch Die hinterlistige Hirschkuh verfilmt, obwohl sich die Verfilmung gerade bei diesem Märchen einige Freiheiten nimmt. Der König wird von John C. Reilly, die Königin von Salma Hayek und die beiden Söhne von Christian und Jonah Lees gespielt.